# Pokal konfederacij 2017
Pokal konfederacij 2017 bo 10. FIFA Pokal konfederacij, ki bo potekal v Rusiji, od 17. junija do 2. julija, kot generalka pred svetovnim prvenstvom 2018.
Rusija je bila izbrana kot gostitelj, dne 2. decembra 2010, ko je bila izbrana za gostitelja svetovnega prvenstva 2018. Tekme se bodo odigrale na štirih različnih stadionih, v štirih ruskih mestih: Sankt Peterburg, Moskva, Kazan in Soči. Rusija bo ta turnir gostila prvič, tretjič pa bo le-ta potekal na evropski celini.
Gostiteljica Rusija se je na turnir uvrstila neposredno, pridružili pa se še bodo zmagovalci šestih prvenstev konfederacij in že znan prvak svetovnega prvenstva 2014 Nemčija.
Turnir se bo igral v dveh fazah: v skupinskem delu in izločilnem delu. V dveh skupinah (A–B) nastopajo štiri ekipe, vsaka od njih bo odigrala tri tekme, zmagovalci in drugouvrščeni iz skupine pa se bodo uvrstili v izločilni del tekmovanja. Te štiri ekipe bodo odigrale najprej polfinale, zmagovalci se bodo uvrstili v finale, poraženci pa bodo igrali tekmo za tretje in četrto mesto.
Predhodnim zmagovalcem tega prvenstva Braziliji, ki so osvojili tri predhodne pokale konfederacij (2005, 2009, 2013), se ni uspelo kvalificirati (prvič po letu 1995).

## Kvalifikacije
Osem ekip bo, vključno z gostiteljem in prvakom svetovnega prvenstva ter zmagovalci šest konfederacij prvenstev FIFA tekmovalo na turnirju.
Rusija si je kot gostiteljica zagotovila mesto na turnirju, Nemčija je bila prva ekipa, ki se je kvalificirala, po tem ko je zmagala na svetovnem prvenstvu 2014 v Braziliji, osvojila četrti naslov svetovnega prvaka, ko je po podaljšku z 1–0 premagala Argentina. Naslednja ekipa, ki si je zagotovila nastop, je bila Avstralija, ki je na Azijskem pokalu 2015 po podaljšku z 2–1 premagala Severno Korejo. Čile je bila četrta ekipa, ki si je zagotovila mesto na pokalu konfederacij. Po izvajanju enajstmetrovk je z 4–1 v finalu Copa América 2015 premagala Argentino. Prvak CONCACAF pokala je postala Mehika, ki je po podaljških s 3–2 premagala ZDA. Nova Zelandija je postala šesta ekipa, ki se je po zmagi na OFC pokalu narodov 2016, nad Papua Nova Gvineja, po izvajanju enajstmetrovk s 4–2 uvrstila na turnir. Sedma ekipa je postala Portugalska, ki se je na turnir uvrstila po zmagi z 1–0 v podaljških nad državo gostiteljico evropskega prvenstva 2016 Francijo. Zadnja, osma in končna udeleženka turnirja bo zmagovalka afriškega pokala narodov 2017.

### Kvalificirane ekipe
Na turnir so se uvrstile naslednje ekipe.
| Ekipa          | Konfederacija | Kvalificirana kot                     | Prejšnji nastop na prvenstvu (leto)    |
| -------------- | ------------- | ------------------------------------- | -------------------------------------- |
| Rusija         | UEFA          | Svetovno prvenstvo 2018 gostiteljica  | 0 (debitant)                           |
| Nemčija        | UEFA          | Svetovno prvenstvo 2014 zmagovalec    | 2 (1999, 2005)                         |
| Avstralija     | AFC           | Azijski pokal 2015 zmagovalec         | 3 (1997, 2001, 2005)                   |
| Čile           | CONMEBOL      | Copa América 2015 zmagovalec          | 0 (debitant)                           |
| Mehika         | CONCACAF      | CONCACAF Pokal 2015 zmagovalec        | 6 (1995, 1997, 1999, 2001, 2005, 2013) |
| Nova Zelandija | OFC           | OFC Pokal Narodov 2016 zmagovalec     | 3 (1999, 2003, 2009)                   |
| Portugalska    | UEFA          | Evropsko prvenstvo 2016 zmagovalec    | 0 (debitant)                           |
| TBD            | CAF           | Afriški pokal narodov 2017 zmagovalec | TBD                                    |

### Žreb skupin
Žreb je potekal 26. novembra 2016 v Tennis Academy v Kazanu.
Osem ekip je bilo razdeljenih v dva bobna. V bobnu 1 so poleg gostiteljice Rusije, bile še tri najvišje uvrščene ekipe na lestvici FIFE (njihov rank je razviden iz tabele spodaj): Nemčija, Čile in Portugalska. Boben 2 pa je vseboval preostale štiri ekipe: Mehiko, Avstralijo, Novo Zelandijo in zmagovalca Afriškega pokala narodov 2017.
| Boben 1                                                      | Boben 2                                                            |
| ------------------------------------------------------------ | ------------------------------------------------------------------ |
| - Rusija (H) (55) - Nemčija (3) - Čile (4) - Portugalska (8) | - Mehika (18) - Avstralija (48) - Nova Zelandija (110) - CAF (TBD) |

## Prizorišča
Tekmovanje bo potekalo v štirih mestih, ki bodo prizorišča pokala konfederacij 2017. Ta bodo tudi med 12., ki bodo uporabljena za Svetovno prvenstvo 2018.
8. oktobra 2015 so se FIFA in lokalni organizacijski odbor dogovorili o uradnih imenih stadionov, ki se bodo uporabljali v času turnirja.
| Krestovsky Stadium             | Otkrytiye Arena       |
| Capacity: 66,881 (new stadium) | Capacity: 44,829      |
|                                |                       |
| Kazan                          | Soči                  |
| Kazan Arena                    | Fisht Olympic Stadium |
| Capacity: 45,015               | Capacity: 47,659      |
|                                |                       |

## Skupinski del
Skupinski del bo potekal od 17. do 25. junija. Vsaka ekipa bo idigrala tri tekme, zmagovalci in drugouvrščeni iz vsake skupine napreduje v izločilni del.
Žrebanje skupin bo potekalo 26. novembra 2016 v Kazanu. Vse tekme se igrajo po lokalnem Moskva času (UTC+03:00).

### Kriteriji
Ekipe bodo razvrščene po točkah (3 točke za zmago, 1 točka za neodločen izid, 0 točk za poraz). Če ima več ekip enako število točk se uporabijo naslednja merila:
1. 1. Gol razlika na vseh tekmah;
2. 2. Doseženi goli na vseh tekmah;
3. 3. Večje število točk v skupini med vsemi skupinami;
4. 4. Gol razlika v skupini med vsemi skupinami;
5. 5. Večje število doseženih golov v skupini med vsemi skupinami;
6. 6. Žreb.

### Skupina A
| POZ | Ekipa          | Točke | ŠT | Z | R | P | DG | PG | GR | Opombe                    |
| --- | -------------- | ----- | -- | - | - | - | -- | -- | -- | ------------------------- |
| 1   | Rusija         | 0     | 0  | 0 | 0 | 0 | 0  | 0  | 0  | Uvrstitev v izločilni del |
| 2   | Nova Zelandija | 0     | 0  | 0 | 0 | 0 | 0  | 0  | 0  | Uvrstitev v izločilni del |
| 3   | Portugalska    | 0     | 0  | 0 | 0 | 0 | 0  | 0  | 0  | Izločitev                 |
| 4   | Mehika         | 0     | 0  | 0 | 0 | 0 | 0  | 0  | 0  | Izločitev                 |

| 17. junij 2017 18:00 | Rusija | Tekma 1 | Nova Zelandija | Stadion: Krestovsky Stadium, Sankt Peterburg |
| 17. junij 2017 18:00 |        |         |                | Stadion: Krestovsky Stadium, Sankt Peterburg |

| 18. junij 2017 18:00 | Portugalska | Tekma 2 | Mehika | Stadion: Kazan Arena, Kazan |
| 18. junij 2017 18:00 |             |         |        | Stadion: Kazan Arena, Kazan |

| 21. junij 2017 18:00 | Rusija | Tekma 5 | Portugalska | Stadion: Otkrytiye Arena, Moskva |
| 21. junij 2017 18:00 |        |         |             | Stadion: Otkrytiye Arena, Moskva |

| 21. junij 2017 21:00 | Mehika | Tekma 6 | Nova Zelandija | Stadion: Fisht Olympic Stadium, Soči |
| 21. junij 2017 21:00 |        |         |                | Stadion: Fisht Olympic Stadium, Soči |

| 21. junij 2017 18:00 | Mehika | Tekma 9 | Rusija | Stadion: Kazan Arena, Kazan |
| 21. junij 2017 18:00 |        |         |        | Stadion: Kazan Arena, Kazan |

| 24. junij 2017 18:00 | Nova Zelandija | Tekma 10 | Portugalska | Stadion: Krestovsky Stadium, Sankt Peterburg |
| 24. junij 2017 18:00 |                |          |             | Stadion: Krestovsky Stadium, Sankt Peterburg |

### Skupina B
| POZ | Ekipa         | Točke | ŠT | Z | R | P | DG | PG | GR | Opombe                    |
| --- | ------------- | ----- | -- | - | - | - | -- | -- | -- | ------------------------- |
| 1   | Afriški prvak | 0     | 0  | 0 | 0 | 0 | 0  | 0  | 0  | Uvrstitev v izločilni del |
| 2   | Čile          | 0     | 0  | 0 | 0 | 0 | 0  | 0  | 0  | Uvrstitev v izločilni del |
| 3   | Avstralija    | 0     | 0  | 0 | 0 | 0 | 0  | 0  | 0  | Izločitev                 |
| 4   | Nemčija       | 0     | 0  | 0 | 0 | 0 | 0  | 0  | 0  | Izločitev                 |

| 18. junij 2017 21:00 | B1 | Tekma 3 | Čile | Stadion: Otkrytiye Arena, Moskva |
| 18. junij 2017 21:00 |    |         |      | Stadion: Otkrytiye Arena, Moskva |

| 19. junij 2017 18:00 | Avstralija | Tekma 4 | Nemčija | Stadion: Fisht Olympic Stadium, Soči |
| 19. junij 2017 18:00 |            |         |         | Stadion: Fisht Olympic Stadium, Soči |

| 22. junij 2017 18:00 | B1 | Tekma 7 | Avstralija | Stadion: Krestovsky Stadium, Sankt Peterburg |
| 22. junij 2017 18:00 |    |         |            | Stadion: Krestovsky Stadium, Sankt Peterburg |

| 22. junij 2017 21:00 | Nemčija | Tekma 8 | Čile | Stadion: Kazan Arena, Kazan |
| 22. junij 2017 21:00 |         |         |      | Stadion: Kazan Arena, Kazan |

| 25. junij 2017 18:00 | Nemčija | Tekma 11 | B1 | Stadion: Fisht Olympic Stadium, Soči |
| 25. junij 2017 18:00 |         |          |    | Stadion: Fisht Olympic Stadium, Soči |

| 25. junij 2017 18:00 | Čile | Tekma 12 | Avstralija | Stadion: Otkrytie Arena , Moskva |
| 25. junij 2017 18:00 |      |          |            | Stadion: Otkrytie Arena , Moskva |

## Izločilni del
V vseh tekmah v izločilnem delu, če so rezultati po koncu 90 minut enaki, se odigrajo tudi dva 15–minutna podaljška, če pa je ta tudi še vedno enak, pa bo tekmo odločilo izvajanje enajstmetrovk.
|  | Polfinale               | Polfinale           |  |                    | Finale                     | Finale |
|  |                         |                     |  |                    |                            |        |
|  | 28. junij — Kazan       |                     |  |                    |                            |        |
|  | Zmagovalec Skupina A    |                     |  |                    |                            |        |
|  | Drugouvrščeni Skupina B |                     |  |                    |                            |        |
|  |                         |                     |  |                    |                            |        |
|  |                         |                     |  |                    | 2. julij — Sankt Peterburg |        |
|  |                         |                     |  |                    | Zmagovalec Tekma 13        |        |
|  |                         | Zmagovalec Tekma 14 |  |                    |                            |        |
|  |                         |                     |  |                    |                            |        |
|  |                         |                     |  |                    |                            |        |
|  |                         |                     |  |                    | Za tretje mesto            |        |
|  | 29. junij — Soči        | 29. junij — Soči    |  | 2. julij — Moskva  | 2. julij — Moskva          |        |
|  | Zmagovalec Skupina B    |                     |  | Poraženec Tekma 13 |                            |        |
|  | Drugouvrščeni Skupina A |                     |  |                    | Poraženec Tekma 14         |        |

### Polfinale
| 28. junij 2017 21:00 | Zmagovalec Skupina A | Tekma 13 | Drugouvrščeni Skupina B | Stadion: Kazan Arena, Kazan |
| 28. junij 2017 21:00 |                      |          |                         | Stadion: Kazan Arena, Kazan |

| 29. junij 2017 21:00 | Zmagovalec Skupina B | Tekma 14 | Drugouvrščeni Skupina A | Stadion: Fisht Olympic Stadium, Soči |
| 29. junij 2017 21:00 |                      |          |                         | Stadion: Fisht Olympic Stadium, Soči |

### Tretje mesto
| 2. julij 2017 15:00 | Poraženec Tekma 13 | Tekma 15 | Poraženec Tekma 14 | Stadion: Otkrtiye Arena, Moskva |
| 2. julij 2017 15:00 |                    |          |                    | Stadion: Otkrtiye Arena, Moskva |

### Finale
| 2. julij 2014 21:00 | Zmagovalec Tekma 13 | Tekma 16 | Zmagovalec Tekma 14 | Stadion: Krestovsky Stadium, Sankt Peterburg |
| 2. julij 2014 21:00 |                     |          |                     | Stadion: Krestovsky Stadium, Sankt Peterburg |

## Sponzorji
| FIFA partnerji                                                             | sponzorji FIFA World Cup            | regionalni partnerji |
| -------------------------------------------------------------------------- | ----------------------------------- | -------------------- |
| \| - Adidas - Coca-Cola - Gazprom \| - Hyundai–Kia - VISA - Wanda Group \| | - Anheuser-Busch InBev - McDonald's | - Alfa-Bank          |
| - Adidas - Coca-Cola - Gazprom                                             | - Hyundai–Kia - VISA - Wanda Group  |                      |